# اچ‌ام‌اس سی۲۵
اچ‌ام‌اس سی۲۵ (به انگلیسی: HMS C25) یک زیردریایی بود که طول آن ۱۴۳ فوت ۲ اینچ (۴۳٫۶۴ متر) بود. این زیردریایی در سال ۱۹۰۹ ساخته شد.